# Mistrzostwa Świata w Piłce Siatkowej Mężczyzn 2018 (eliminacje strefy NORCECA)
Eliminacje strefy NORCECA do Mistrzostw Świata w Piłce Siatkowej Mężczyzn 2018 odbywały się w dniach 9 lipca 2016 - 12 listopada 2017 w czterech rundach kwalifikacyjnych i brało w nich udział 39 reprezentacji. Eliminacje wyłoniły 5 zespołów, które awansowały do Mistrzostw Świata w Piłce Siatkowej Mężczyzn 2018. Eliminacje były ściśle związane z Mistrzostwami Ameryki Północnej, Środkowej i Karaibów w Piłce Siatkowej Mężczyzn 2017: dwie pierwsze rundy kwalifikacyjne to również eliminacje do tych mistrzostw, natomiast trzecia runda to sam turniej finałowy Mistrzostw NORCECA 2017.

## Uczestnicy
W eliminacjach uczestniczyło 39 z 42 członków federacji NORCECA. Drużyny sklasyfikowane na miejscach 1-6 wg Rankingu NORCECA Reprezentacji Seniorskich Mężczyzn z dnia 1 stycznia 2016 r. automatycznie awansowały do Mistrzostw Ameryki Północnej, Środkowej i Karaibów w Piłce Siatkowej Mężczyzn 2017. Rozpoczęcie eliminacji od pierwszej lub drugiej rundy pozostałych drużyn, podzielonych wg regionalnych federacji, również było zależne od pozycji w rankingu. Po dwie najwyżej sklasyfikowane zespoły z federacji CAZOVA i ECVA rozpoczęły rozgrywki od drugiej rundy, wszystkie pozostałe drużyny – od pierwszej.
W nawiasach podano pozycję w Rankingu NORCECA Reprezentacji Seniorskich Mężczyzn z dnia 1 stycznia 2016 r.
| Miejsca 1-6 rozpoczynają od Mistrzostw NORCECA 2017                                | CAZOVA rozpoczynają od II rundy | ECVA rozpoczynają od II rundy | AFECAVOL rozpoczynają od I rundy                                                                |
| ---------------------------------------------------------------------------------- | --- | --- | ----------------------------------------------------------------------------------------------- |
| Stany Zjednoczone (1) Kanada (2) Kuba (3)* Portoryko (4)* Meksyk (5) Kostaryka (6) | Trynidad i Tobago (7) Barbados (11) | Saint Lucia (12) Dominika (15) | Honduras (8) Dominikana (9) Gwatemala (10) Panama (13) Nikaragua (17) Salwador (21) Belize (26) |
| Stany Zjednoczone (1) Kanada (2) Kuba (3)* Portoryko (4)* Meksyk (5) Kostaryka (6) | CAZOVA rozpoczynają od I rundy | ECVA rozpoczynają od I rundy | Honduras (8) Dominikana (9) Gwatemala (10) Panama (13) Nikaragua (17) Salwador (21) Belize (26) |
| Stany Zjednoczone (1) Kanada (2) Kuba (3)* Portoryko (4)* Meksyk (5) Kostaryka (6) | Bahamy (14) Surinam (16) Curaçao (20) Jamajka (23) Haiti (24) Aruba (27) Martynika (28) Gwadelupa (29) Wyspy Dziewicze Stanów Zjednoczonych (34) Kajmany (36) Turks i Caicos (39) Bonaire (40) | Saint Vincent i Grenadyny (18) Antigua i Barbuda (19) Saint-Martin (22) Sint Maarten (25) Saint Kitts i Nevis (30) Anguilla (31) Brytyjskie Wyspy Dziewicze (32) Grenada (33) Bermudy (35) Sint Eustatius (37) Montserrat (38) Saba (41) | Honduras (8) Dominikana (9) Gwatemala (10) Panama (13) Nikaragua (17) Salwador (21) Belize (26) |

*- drużyna zakwalifikowana na Mistrzostwa NORCECA 2017, ale rozpoczynająca rozgrywki od IV rundy kwalifikacyjnej.

## Pierwsza runda kwalifikacyjna

### CAZOVA
Członkowie CAZOVA, oprócz dwóch najwyżej sklasyfikowanych w rankingu NORCECA, zostali rozdzieleni do trzech czterozespołowych grup metodą serpentyny wg pozycji w rankingu. Skład grup ustalano biorąc także pod uwagę – tak bardzo jak było to możliwe – położenie geograficzne poszczególnych państw. Skład grup:
| Grupa A        | Grupa B             | Grupa C                                   |
| -------------- | ------------------- | ----------------------------------------- |
| Bahamy (14)    | Surinam (16)        | Curaçao (20)                              |
| Aruba (27)     | Jamajka (23)        | Haiti (24)                                |
| Martynika (28) | Gwadelupa (29)      | Wyspy Dziewicze Stanów Zjednoczonych (34) |
| Bonaire (40)*  | Turks i Caicos (39) | Kajmany (36)                              |

*drużyna wycofała się przed rozpoczęciem rozgrywek
Z każdej grupy został wybrany gospodarz turnieju grupowego. Rozgrywki były prowadzone systemem kołowym, „każdy z każdym” bez meczów rewanżowych. Po dwie najlepsze drużyny z każdej grupy awansowały do drugiej rundy kwalifikacyjnej, będącej jednocześnie Mistrzostwami strefy CAZOVA.

#### Wyniki

##### Grupa A
Palais des Sports de Rivière-Salée, Rivière-Salée, Martynika
Reprezentacja Bonaire z powodu strat finansowych, spowodowanych przejściem huraganu Matthew, wycofała się z rozgrywek, w związku z czym w grupie tej grały 3 drużyny.
     Awans do drugiej rundy kwalifikacyjnej
| Lp. | Drużyna   | Mecze | Mecze | Mecze | Pkt | Małe punkty | Małe punkty | Małe punkty | Sety | Sety | Sety  |
| Lp. | Drużyna   | M     | W     | P     | Pkt | zdob.       | str.        | ratio       | wyg. | prz. | ratio |
| --- | --------- | ----- | ----- | ----- | --- | ----------- | ----------- | ----------- | ---- | ---- | ----- |
| 1   | Bahamy    | 2     | 2     | 0     | 8   | 189         | 160         | 1.181       | 6    | 2    | 3.000 |
| 2   | Martynika | 2     | 1     | 1     | 7   | 175         | 186         | 0.941       | 5    | 3    | 1.667 |
| 3   | Aruba     | 2     | 0     | 2     | 0   | 109         | 150         | 0.727       | 0    | 6    | 0.000 |

Źródło: NORCECA
Punktacja: 3:0 – 5 pkt, 3:1 – 4 pkt, 3:2 – 3 pkt, 2:3 – 2 pkt, 1:3 – 1 pkt, 0:3 – 0 pkt
Zasady ustalania kolejności: 1. liczba zwycięstw, 2. liczba punktów, 3. stosunek małych punktów, 4. stosunek setów, 5. bilans w bezpośrednich meczach
| Data       | Godz. | Drużyna 1 | Wynik | Drużyna 2 | 1     | 2     | 3     | 4     | 5     | Widzów | * |
| ---------- | ----- | --------- | ----- | --------- | ----- | ----- | ----- | ----- | ----- | ------ | - |
| 2016-10-22 | 17:35 | Martynika | 2:3   | Bahamy    | 23:25 | 25:21 | 27:25 | 22:25 | 16:18 | 850    | 3 |
| 2016-10-23 | 10:25 | Bahamy    | 3:0   | Aruba     | 25:20 | 25:12 | 25:15 |       |       | 100    | 2 |
| 2016-10-23 | 19:00 | Martynika | 3:0   | Aruba     | 25:19 | 25:22 | 25:21 |       |       | 800    | 1 |

##### Grupa B
Ismay van Wilgen Sporthal, Paramaribo, Surinam
     Awans do drugiej rundy kwalifikacyjnej
| Lp. | Drużyna        | Mecze | Mecze | Mecze | Pkt | Małe punkty | Małe punkty | Małe punkty | Sety | Sety | Sety  |
| Lp. | Drużyna        | M     | W     | P     | Pkt | zdob.       | str.        | ratio       | wyg. | prz. | ratio |
| --- | -------------- | ----- | ----- | ----- | --- | ----------- | ----------- | ----------- | ---- | ---- | ----- |
| 1   | Jamajka        | 3     | 3     | 0     | 14  | 244         | 161         | 1.516       | 9    | 1    | 9.000 |
| 2   | Surinam        | 3     | 2     | 1     | 9   | 262         | 231         | 1.134       | 7    | 5    | 1.400 |
| 3   | Gwadelupa      | 3     | 1     | 2     | 7   | 239         | 235         | 1.017       | 5    | 6    | 0.833 |
| 4   | Turks i Caicos | 3     | 0     | 3     | 0   | 107         | 225         | 0.476       | 0    | 9    | 0.000 |

Źródło: NORCECA
Punktacja: 3:0 – 5 pkt, 3:1 – 4 pkt, 3:2 – 3 pkt, 2:3 – 2 pkt, 1:3 – 1 pkt, 0:3 – 0 pkt
Zasady ustalania kolejności: 1. liczba zwycięstw, 2. liczba punktów, 3. stosunek małych punktów, 4. stosunek setów, 5. bilans w bezpośrednich meczach
| Data       | Godz. | Drużyna 1      | Wynik | Drużyna 2      | 1     | 2     | 3     | 4     | 5     | Widzów | * |
| ---------- | ----- | -------------- | ----- | -------------- | ----- | ----- | ----- | ----- | ----- | ------ | - |
| 2016-10-29 | 19:00 | Surinam        | 1:3   | Jamajka        | 25:17 | 16:25 | 18:25 | 17:25 |       | 0      | 1 |
| 2016-10-30 | 11:00 | Turks i Caicos | 0:3   | Gwadelupa      | 12:25 | 21:25 | 16:25 |       |       | 0      | 2 |
| 2016-10-30 | 18:00 | Jamajka        | 3:0   | Gwadelupa      | 25:23 | 25:17 | 25:21 |       |       | 0      | 3 |
| 2016-10-30 | 20:30 | Surinam        | 3:0   | Turks i Caicos | 25:11 | 25:12 | 25:11 |       |       | 300    | 4 |
| 2016-10-31 | 18:00 | Jamajka        | 3:0   | Turks i Caicos | 25:6  | 25:7  | 25:11 |       |       | 150    | 5 |
| 2016-10-31 | 20:00 | Surinam        | 3:2   | Gwadelupa      | 23:25 | 25:23 | 25:19 | 23:25 | 15:11 | 500    | 6 |

##### Grupa C
Gymnasium Vincent, Port-au-Prince, Haiti
     Awans do drugiej rundy kwalifikacyjnej
| Lp. | Drużyna                              | Mecze | Mecze | Mecze | Pkt | Małe punkty | Małe punkty | Małe punkty | Sety | Sety | Sety  |
| Lp. | Drużyna                              | M     | W     | P     | Pkt | zdob.       | str.        | ratio       | wyg. | prz. | ratio |
| --- | ------------------------------------ | ----- | ----- | ----- | --- | ----------- | ----------- | ----------- | ---- | ---- | ----- |
| 1   | Haiti                                | 3     | 3     | 0     | 15  | 227         | 159         | 1.428       | 9    | 0    | MAX   |
| 2   | Curaçao                              | 3     | 2     | 1     | 10  | 216         | 197         | 1.096       | 6    | 3    | 2.000 |
| 3   | Wyspy Dziewicze Stanów Zjednoczonych | 3     | 1     | 2     | 5   | 187         | 209         | 0.895       | 3    | 6    | 0.500 |
| 4   | Kajmany                              | 3     | 0     | 3     | 0   | 160         | 225         | 0.711       | 0    | 9    | 0.000 |

Źródło: NORCECA
Punktacja: 3:0 – 5 pkt, 3:1 – 4 pkt, 3:2 – 3 pkt, 2:3 – 2 pkt, 1:3 – 1 pkt, 0:3 – 0 pkt
Zasady ustalania kolejności: 1. liczba zwycięstw, 2. liczba punktów, 3. stosunek małych punktów, 4. stosunek setów, 5. bilans w bezpośrednich meczach
| Data       | Godz. | Drużyna 1                            | Wynik | Drużyna 2                            | 1     | 2     | 3     | 4 | 5 | Widzów | * |
| ---------- | ----- | ------------------------------------ | ----- | ------------------------------------ | ----- | ----- | ----- | - | - | ------ | - |
| 2016-07-09 | 17:00 | Curaçao                              | 3:0   | Wyspy Dziewicze Stanów Zjednoczonych | 25:21 | 25:16 | 26:24 |   |   | 150    | 1 |
| 2016-07-09 | 19:00 | Haiti                                | 3:0   | Kajmany                              | 25:10 | 25:17 | 25:16 |   |   | 300    | 2 |
| 2016-07-10 | 9:00  | Curaçao                              | 3:0   | Kajmany                              | 25:18 | 25:21 | 25:20 |   |   | 150    | 3 |
| 2016-07-10 | 11:00 | Haiti                                | 3:0   | Wyspy Dziewicze Stanów Zjednoczonych | 25:16 | 25:19 | 25:16 |   |   | 200    | 4 |
| 2016-07-10 | 17:00 | Wyspy Dziewicze Stanów Zjednoczonych | 3:0   | Kajmany                              | 25:19 | 25:19 | 25:20 |   |   | 150    | 5 |
| 2016-07-10 | 19:00 | Haiti                                | 3:0   | Curaçao                              | 27:25 | 25:21 | 25:19 |   |   | 350    | 6 |

### ECVA
Członkowie ECVA, oprócz dwóch najwyżej sklasyfikowanych w rankingu NORCECA, zostali rozdzieleni do trzech czterozespołowych grup metodą serpentyny wg pozycji w rankingu. Skład grup ustalano biorąc także pod uwagę – tak bardzo jak było to możliwe – położenie geograficzne poszczególnych państw. Skład grup:
| Grupa A                | Grupa B                        | Grupa C                         |
| ---------------------- | ------------------------------ | ------------------------------- |
| Antigua i Barbuda (19) | Saint Vincent i Grenadyny (18) | Saint-Martin (22)               |
| Anguilla (31)          | Saint Kitts i Nevis (30)       | Sint Maarten (25)               |
| Sint Eustatius (37)    | Grenada (33)                   | Brytyjskie Wyspy Dziewicze (32) |
| Montserrat (38)        | Bermudy (35)                   | Saba (41)*                      |

*drużyna wycofała się przed rozpoczęciem rozgrywek
Z każdej grupy został wybrany gospodarz turnieju grupowego. Rozgrywki były przeprowadzane w dwóch etapach. Faza grupowa odbywała się w systemie kołowym, „każdy z każdym” bez meczów rewanżowych. W rundzie finałowej rozegrane zostały mecze o 1. i 3. miejsce w turnieju. Po dwie najlepsze drużyny z każdej grupy awansowały do drugiej rundy kwalifikacyjnej.

#### Wyniki

##### Grupa A
YMCA Sport Complex, Saint John’s, Antigua i Barbuda
     Kwalifikacja do meczu finałowego
     Kwalifikacja do meczu o 3. miejsce
     Awans do drugiej rundy kwalifikacyjnej

###### Faza grupowa
| Lp. | Drużyna           | Mecze | Mecze | Mecze | Pkt | Małe punkty | Małe punkty | Małe punkty | Sety | Sety | Sety  |
| Lp. | Drużyna           | M     | W     | P     | Pkt | zdob.       | str.        | ratio       | wyg. | prz. | ratio |
| --- | ----------------- | ----- | ----- | ----- | --- | ----------- | ----------- | ----------- | ---- | ---- | ----- |
| 1   | Antigua i Barbuda | 3     | 3     | 0     | 14  | 242         | 155         | 1.561       | 9    | 1    | 9.000 |
| 2   | Anguilla          | 3     | 2     | 1     | 11  | 232         | 185         | 1.254       | 7    | 3    | 2.333 |
| 3   | Sint Eustatius    | 3     | 1     | 2     | 4   | 181         | 239         | 0.757       | 3    | 7    | 0.429 |
| 4   | Montserrat        | 3     | 0     | 3     | 1   | 174         | 250         | 0.696       | 1    | 9    | 0.111 |

Źródło: NORCECA
Punktacja: 3:0 – 5 pkt, 3:1 – 4 pkt, 3:2 – 3 pkt, 2:3 – 2 pkt, 1:3 – 1 pkt, 0:3 – 0 pkt
Zasady ustalania kolejności: 1. liczba zwycięstw, 2. liczba punktów, 3. stosunek małych punktów, 4. stosunek setów, 5. bilans w bezpośrednich meczach
| Data       | Godz. | Drużyna 1         | Wynik | Drużyna 2      | 1     | 2     | 3     | 4     | 5 | Widzów | * |
| ---------- | ----- | ----------------- | ----- | -------------- | ----- | ----- | ----- | ----- | - | ------ | - |
| 2016-09-09 | 10:08 | Anguilla          | 3:0   | Sint Eustatius | 25:8  | 25:15 | 25:22 |       |   | 60     | 1 |
| 2016-09-09 | 12:06 | Antigua i Barbuda | 3:0   | Montserrat     | 25:16 | 25:13 | 25:8  |       |   | 60     | 2 |
| 2016-09-09 | 22:00 | Antigua i Barbuda | 3:0   | Sint Eustatius | 25:6  | 25:16 | 25:14 |       |   | 100    | 3 |
| 2016-09-10 | 11:20 | Sint Eustatius    | 3:1   | Montserrat     | 27:25 | 23:25 | 25:18 | 25:21 |   | 0      | 4 |
| 2016-09-10 | 21:32 | Antigua i Barbuda | 3:1   | Anguilla       | 25:21 | 17:25 | 25:13 | 25:23 |   | 150    | 5 |
| 2016-09-11 | 9:00  | Anguilla          | 3:0   | Montserrat     | 25:15 | 25:15 | 25:18 |       |   | 50     | 6 |

###### Mecz o 3. miejsce
| Data       | Godz. | Drużyna 1      | Wynik | Drużyna 2  | 1     | 2     | 3     | 4 | 5 | Widzów | * |
| ---------- | ----- | -------------- | ----- | ---------- | ----- | ----- | ----- | - | - | ------ | - |
| 2016-09-11 | 17:00 | Sint Eustatius | 3:0   | Montserrat | 25:14 | 25:14 | 25:16 |   |   | 50     | 7 |

###### Mecz o 1. miejsce
| Data       | Godz. | Drużyna 1         | Wynik | Drużyna 2 | 1     | 2     | 3     | 4     | 5 | Widzów | * |
| ---------- | ----- | ----------------- | ----- | --------- | ----- | ----- | ----- | ----- | - | ------ | - |
| 2016-09-11 | 21:00 | Antigua i Barbuda | 3:1   | Anguilla  | 25:18 | 22:25 | 33:31 | 25:13 |   | 200    | 8 |

###### Klasyfikacja końcowa
| Miejsce | Reprezentacja     |
| ------- | ----------------- |
| 1.      | Antigua i Barbuda |
| 2.      | Anguilla          |
| 3.      | Sint Eustatius    |
| 4.      | Montserrat        |

##### Grupa B
The La Borie Indoor Facility, Saint George’s, Grenada
     Kwalifikacja do meczu finałowego
     Kwalifikacja do meczu o 3. miejsce
     Awans do drugiej rundy kwalifikacyjnej

###### Faza grupowa
| Lp. | Drużyna                   | Mecze | Mecze | Mecze | Pkt | Małe punkty | Małe punkty | Małe punkty | Sety | Sety | Sety  |
| Lp. | Drużyna                   | M     | W     | P     | Pkt | zdob.       | str.        | ratio       | wyg. | prz. | ratio |
| --- | ------------------------- | ----- | ----- | ----- | --- | ----------- | ----------- | ----------- | ---- | ---- | ----- |
| 1   | Saint Vincent i Grenadyny | 3     | 3     | 0     | 13  | 269         | 240         | 1.121       | 9    | 2    | 4.500 |
| 2   | Saint Kitts i Nevis       | 3     | 1     | 2     | 6   | 276         | 273         | 1.011       | 5    | 7    | 0.714 |
| 3   | Bermudy                   | 3     | 1     | 2     | 6   | 261         | 279         | 0.935       | 5    | 7    | 0.714 |
| 4   | Grenada                   | 3     | 1     | 2     | 5   | 253         | 267         | 0.948       | 4    | 7    | 0.571 |

Źródło: NORCECA
Punktacja: 3:0 – 5 pkt, 3:1 – 4 pkt, 3:2 – 3 pkt, 2:3 – 2 pkt, 1:3 – 1 pkt, 0:3 – 0 pkt
Zasady ustalania kolejności: 1. liczba zwycięstw, 2. liczba punktów, 3. stosunek małych punktów, 4. stosunek setów, 5. bilans w bezpośrednich meczach
| Data       | Godz. | Drużyna 1                 | Wynik | Drużyna 2                 | 1     | 2     | 3     | 4     | 5 | Widzów | * |
| ---------- | ----- | ------------------------- | ----- | ------------------------- | ----- | ----- | ----- | ----- | - | ------ | - |
| 2016-08-20 | 9:00  | Saint Vincent i Grenadyny | 3:1   | Saint Kitts i Nevis       | 25:21 | 20:25 | 27:25 | 25:21 |   | 50     | 1 |
| 2016-08-20 | 11:00 | Grenada                   | 3:1   | Bermudy                   | 18:25 | 25:18 | 25:23 | 29:27 |   | 50     | 2 |
| 2016-08-20 | 19:00 | Saint Vincent i Grenadyny | 3:1   | Bermudy                   | 25:23 | 25:16 | 19:25 | 25:15 |   | 0      | 3 |
| 2016-08-20 | 21:00 | Grenada                   | 1:3   | Saint Kitts i Nevis       | 18:25 | 22:25 | 25:21 | 22:25 |   | 50     | 4 |
| 2016-08-21 | 9:00  | Saint Kitts i Nevis       | 1:3   | Bermudy                   | 25:14 | 19:25 | 21:25 | 23:25 |   | 50     | 5 |
| 2016-08-21 | 11:00 | Grenada                   | 0:3   | Saint Vincent i Grenadyny | 23:25 | 20:25 | 26:28 |       |   | 50     | 6 |

###### Mecz o 3. miejsce
| Data       | Godz. | Drużyna 1 | Wynik | Drużyna 2 | 1     | 2     | 3     | 4 | 5 | Widzów | * |
| ---------- | ----- | --------- | ----- | --------- | ----- | ----- | ----- | - | - | ------ | - |
| 2016-08-21 | 19:00 | Grenada   | 3:0   | Bermudy   | 25:23 | 25:19 | 28:26 |   |   | 100    | 7 |

###### Mecz o 1. miejsce
| Data       | Godz. | Drużyna 1                 | Wynik | Drużyna 2           | 1     | 2     | 3     | 4 | 5 | Widzów | * |
| ---------- | ----- | ------------------------- | ----- | ------------------- | ----- | ----- | ----- | - | - | ------ | - |
| 2016-08-21 | 21:00 | Saint Vincent i Grenadyny | 0:3   | Saint Kitts i Nevis | 19:25 | 22:25 | 22:25 |   |   | 50     | 8 |

###### Klasyfikacja końcowa
| Miejsce | Reprezentacja             |
| ------- | ------------------------- |
| 1.      | Saint Kitts i Nevis       |
| 2.      | Saint Vincent i Grenadyny |
| 3.      | Grenada                   |
| 4.      | Bermudy                   |

##### Grupa C
Galis Bay Matthew Francois Omnisports Auditorium, Marigot, Saint-Martin
Reprezentacja Saby wycofała się z rozgrywek, w związku z czym w grupie tej grają 3 drużyny, zrezygnowano także z meczu o 3. miejsce. Turniej przesunięto z 26 – 27 sierpnia na 27 – 28 sierpnia 2016 r.
     Kwalifikacja do meczu finałowego
     Awans do drugiej rundy kwalifikacyjnej

###### Faza grupowa
| Lp. | Drużyna                    | Mecze | Mecze | Mecze | Pkt | Małe punkty | Małe punkty | Małe punkty | Sety | Sety | Sety  |
| Lp. | Drużyna                    | M     | W     | P     | Pkt | zdob.       | str.        | ratio       | wyg. | prz. | ratio |
| --- | -------------------------- | ----- | ----- | ----- | --- | ----------- | ----------- | ----------- | ---- | ---- | ----- |
| 1   | Saint-Martin               | 2     | 2     | 0     | 9   | 167         | 136         | 1.228       | 6    | 1    | 6.000 |
| 2   | Sint Maarten               | 2     | 1     | 1     | 6   | 163         | 136         | 1.199       | 4    | 3    | 1.333 |
| 3   | Brytyjskie Wyspy Dziewicze | 2     | 0     | 2     | 0   | 92          | 150         | 0.613       | 0    | 6    | 0.000 |

Źródło: NORCECA
Punktacja: 3:0 – 5 pkt, 3:1 – 4 pkt, 3:2 – 3 pkt, 2:3 – 2 pkt, 1:3 – 1 pkt, 0:3 – 0 pkt
Zasady ustalania kolejności: 1. liczba zwycięstw, 2. liczba punktów, 3. stosunek małych punktów, 4. stosunek setów, 5. bilans w bezpośrednich meczach
| Data       | Godz. | Drużyna 1    | Wynik | Drużyna 2                  | 1     | 2     | 3     | 4     | 5 | Widzów | * |
| ---------- | ----- | ------------ | ----- | -------------------------- | ----- | ----- | ----- | ----- | - | ------ | - |
| 2016-08-27 | 10:00 | Sint Maarten | 3:0   | Brytyjskie Wyspy Dziewicze | 25:14 | 25:15 | 25:15 |       |   | 50     | 1 |
| 2016-08-27 | 19:00 | Saint-Martin | 3:1   | Sint Maarten               | 16:25 | 26:24 | 25:20 | 25:19 |   | 75     | 2 |
| 2016-08-28 | 10:00 | Saint-Martin | 3:0   | Brytyjskie Wyspy Dziewicze | 25:19 | 25:16 | 25:13 |       |   | 50     | 3 |

###### Mecz o 1. miejsce
| Data       | Godz. | Drużyna 1    | Wynik | Drużyna 2    | 1     | 2     | 3     | 4     | 5     | Widzów | * |
| ---------- | ----- | ------------ | ----- | ------------ | ----- | ----- | ----- | ----- | ----- | ------ | - |
| 2016-08-28 | 19:00 | Saint-Martin | 2:3   | Sint Maarten | 13:25 | 25:22 | 25:22 | 24:26 | 10:15 | 150    | 4 |

###### Klasyfikacja końcowa
| Miejsce | Reprezentacja              |
| ------- | -------------------------- |
| 1.      | Sint Maarten               |
| 2.      | Saint-Martin               |
| 3.      | Brytyjskie Wyspy Dziewicze |

### AFECAVOL
W rozgrywkach tej federacji brało udział 7 zespołów: 6 faktycznie należących do AFECAVOL oraz Dominikana (jedyna drużyna NCVA poza pierwszą szóstką wg rankingu NORCECA), która zastąpiła Kostarykę (jako jedna z sześciu najlepszych drużyn wg rankingu NORCECA, uzyskała ona bezpośredni awans do Mistrzostw NORCECA 2017)..
Drużyny uczestniczące:
| Grupa A                                                                                         |
| ----------------------------------------------------------------------------------------------- |
| Honduras (8) Dominikana (9) Gwatemala (10) Panama (13) Nikaragua (17) Salwador (21) Belize (26) |

Gospodarzem turnieju zostało wybrane Belize. Rozgrywki były prowadzone systemem kołowym, „każdy z każdym” bez meczów rewanżowych. Federacja ta nie przeprowadza drugiej rundy kwalifikacyjnej: dwie najlepsze drużyny w grupie awansowały bezpośrednio do Mistrzostw NORCECA 2017.
Pierwotnie turniej miał się odbywać w dniach 14–20 sierpnia 2016 r., termin jednak przesunięto na 24 – 30 września 2016 r.

#### Wyniki
St. Catherine Academy Multipurpose Center, Belize City, Belize
     Awans do Mistrzostw NORCECA 2017
| Lp. | Drużyna    | Mecze | Mecze | Mecze | Pkt | Małe punkty | Małe punkty | Małe punkty | Sety | Sety | Sety   |
| Lp. | Drużyna    | M     | W     | P     | Pkt | zdob.       | str.        | ratio       | wyg. | prz. | ratio  |
| --- | ---------- | ----- | ----- | ----- | --- | ----------- | ----------- | ----------- | ---- | ---- | ------ |
| 1   | Gwatemala  | 6     | 6     | 0     | 29  | 469         | 368         | 1.274       | 18   | 1    | 18.000 |
| 2   | Dominikana | 6     | 5     | 1     | 24  | 498         | 374         | 1.332       | 16   | 5    | 3.200  |
| 3   | Belize     | 6     | 4     | 2     | 18  | 517         | 509         | 1.016       | 14   | 10   | 1.400  |
| 4   | Salwador   | 6     | 3     | 3     | 15  | 475         | 476         | 0.998       | 11   | 11   | 1.000  |
| 5   | Panama     | 6     | 2     | 4     | 8   | 443         | 504         | 0.879       | 7    | 15   | 0.467  |
| 6   | Honduras   | 6     | 1     | 5     | 8   | 426         | 503         | 0.847       | 6    | 15   | 0.400  |
| 7   | Nikaragua  | 6     | 0     | 6     | 3   | 426         | 520         | 0.819       | 3    | 18   | 0.167  |

Źródło: NORCECA
Punktacja: 3:0 – 5 pkt, 3:1 – 4 pkt, 3:2 – 3 pkt, 2:3 – 2 pkt, 1:3 – 1 pkt, 0:3 – 0 pkt
Zasady ustalania kolejności: 1. liczba zwycięstw, 2. liczba punktów, 3. stosunek małych punktów, 4. stosunek setów, 5. bilans w bezpośrednich meczach
| Data       | Godz. | Drużyna 1  | Wynik | Drużyna 2  | 1     | 2     | 3     | 4     | 5     | Widzów | *  |
| ---------- | ----- | ---------- | ----- | ---------- | ----- | ----- | ----- | ----- | ----- | ------ | -- |
| 2016-09-24 | 15:00 | Panama     | 0:3   | Dominikana | 18:25 | 16:25 | 16:25 |       |       | 100    | 1  |
| 2016-09-24 | 17:00 | Nikaragua  | 0:3   | Honduras   | 24:26 | 25:27 | 22:25 |       |       | 150    | 2  |
| 2016-09-24 | 19:30 | Salwador   | 2:3   | Belize     | 13:25 | 25:18 | 25:27 | 25:18 | 14:16 | 500    | 3  |
| 2016-09-25 | 15:00 | Honduras   | 0:3   | Dominikana | 17:25 | 15:25 | 17:25 |       |       | 50     | 4  |
| 2016-09-25 | 17:00 | Salwador   | 3:0   | Panama     | 25:15 | 25:19 | 25:20 |       |       | 100    | 5  |
| 2016-09-25 | 19:30 | Belize     | 0:3   | Gwatemala  | 15:25 | 18:25 | 20:25 |       |       | 500    | 6  |
| 2016-09-26 | 15:00 | Nikaragua  | 0:3   | Salwador   | 29:31 | 12:25 | 21:25 |       |       | 50     | 7  |
| 2016-09-26 | 17:00 | Gwatemala  | 3:0   | Honduras   | 25:15 | 25:18 | 25:16 |       |       | 50     | 8  |
| 2016-09-26 | 19:30 | Panama     | 1:3   | Belize     | 21:25 | 12:25 | 25:20 | 17:25 |       | 150    | 9  |
| 2016-09-27 | 15:00 | Dominikana | 1:3   | Gwatemala  | 25:18 | 23:25 | 21:25 | 21:25 |       | 75     | 10 |
| 2016-09-27 | 17:00 | Honduras   | 1:3   | Panama     | 18:25 | 25:18 | 22:25 | 25:27 |       | 75     | 11 |
| 2016-09-27 | 19:30 | Belize     | 3:1   | Nikaragua  | 29:27 | 21:25 | 25:22 | 25:20 |       | 300    | 12 |
| 2016-09-28 | 15:00 | Gwatemala  | 3:0   | Salwador   | 26:24 | 25:22 | 25:20 |       |       | 50     | 13 |
| 2016-09-28 | 17:00 | Panama     | 3:2   | Nikaragua  | 25:19 | 23:25 | 23:25 | 25:18 | 15:7  | 75     | 14 |
| 2016-09-28 | 19:30 | Dominikana | 3:2   | Belize     | 25:17 | 21:25 | 25:10 | 22:25 | 15:12 | 500    | 15 |
| 2016-09-29 | 15:00 | Honduras   | 2:3   | Salwador   | 26:24 | 23:25 | 18:25 | 25:22 | 13:15 | 75     | 16 |
| 2016-09-29 | 17:00 | Dominikana | 3:0   | Nikaragua  | 25:13 | 25:22 | 25:18 |       |       | 50     | 17 |
| 2016-09-29 | 19:30 | Gwatemala  | 3:0   | Panama     | 25:20 | 25:19 | 25:19 |       |       | 50     | 18 |
| 2016-09-30 | 15:00 | Nikaragua  | 0:3   | Gwatemala  | 16:25 | 14:25 | 22:25 |       |       | 75     | 19 |
| 2016-09-30 | 17:00 | Salwador   | 0:3   | Dominikana | 15:25 | 13:25 | 12:25 |       |       | 100    | 20 |
| 2016-09-30 | 19:30 | Belize     | 3:0   | Honduras   | 25:16 | 26:24 | 25:15 |       |       | 500    | 21 |

## Druga runda kwalifikacyjna

### CAZOVA
W strefie CAZOVA druga ruda kwalifikacyjna rozgrywana była w ramach Mistrzostw CAZOVA 2017. W turnieju tym zagrało sześć drużyn zakwalifikowanych w pierwszej rundzie kwalifikacyjnej oraz dwa najwyżej sklasyfikowane w rankingu NORCECA zespoły CAZOVA: Trynidad i Tobago oraz Barbados. Wszystkie drużyny zostały rozdzielone na dwie czterozespołowe grupy wg schematu:
| Grupa D                        | Grupa E                      |
| ------------------------------ | ---------------------------- |
| Trynidad i Tobago (7)*         | Barbados (11)*               |
| Curaçao (2. miejsce grupy C)   | Haiti (1. miejsce grupy C)   |
| Surinam (2. miejsce grupy B)   | Jamajka (1. miejsce grupy B) |
| Martynika (2. miejsce grupy A) | Bahamy (1. miejsce grupy A)  |

*miejsce w Rankingu NORCECA
Gospodarzem Mistrzostw był Trynidad i Tobago. Faza grupowa odbywała się w systemie kołowym, „każdy z każdym” bez meczów rewanżowych. Najlepszy drużyny w obu grupach awansowały automatycznie do półfinału. Zespoły z miejsc 2-3. zagrały w ćwierćfinałach, których zwycięzcy awansowali do półfinału, a przegrani rozegrali między sobą mecz o 5. miejsce. Drużyny, które w fazie grupowej zajęły ostatnie miejsca, zagrały mecz o 7. miejsce.
Finaliści turnieju, oprócz prawa do gry o tytuł Mistrza strefy CAZOVA, uzyskali również awans na Mistrzostwa NORCECA 2017, będące jednocześnie trzecim etapem kwalifikacji do Mistrzostw Świata 2018.

#### Wyniki
National Cycling Centre, Couva, Trynidad i Tobago

##### Faza grupowa
Kwalifikacja do półfinału
     Kwalifikacja do ćwierćfinału
     Kwalifikacja do meczu o 7. miejsce

###### Grupa D
| Lp. | Drużyna           | Mecze | Mecze | Mecze | Pkt | Małe punkty | Małe punkty | Małe punkty | Sety | Sety | Sety  |
| Lp. | Drużyna           | M     | W     | P     | Pkt | zdob.       | str.        | ratio       | wyg. | prz. | ratio |
| --- | ----------------- | ----- | ----- | ----- | --- | ----------- | ----------- | ----------- | ---- | ---- | ----- |
| 1   | Trynidad i Tobago | 3     | 3     | 0     | 9   | 329         | 316         | 1.041       | 9    | 6    | 1.500 |
| 2   | Surinam           | 3     | 2     | 1     | 10  | 298         | 291         | 1.024       | 8    | 5    | 1.600 |
| 3   | Martynika         | 3     | 1     | 2     | 8   | 264         | 256         | 1.031       | 6    | 6    | 1.000 |
| 4   | Curaçao           | 3     | 0     | 3     | 3   | 256         | 284         | 0.901       | 3    | 9    | 0.333 |

Źródło: NORCECA
Punktacja: 3:0 – 5 pkt, 3:1 – 4 pkt, 3:2 – 3 pkt, 2:3 – 2 pkt, 1:3 – 1 pkt, 0:3 – 0 pkt
Zasady ustalania kolejności: 1. liczba zwycięstw, 2. liczba punktów, 3. stosunek małych punktów, 4. stosunek setów, 5. bilans w bezpośrednich meczach
| Data       | Godz. | Drużyna 1         | Wynik | Drużyna 2 | 1     | 2     | 3     | 4     | 5     | Widzów | *  |
| ---------- | ----- | ----------------- | ----- | --------- | ----- | ----- | ----- | ----- | ----- | ------ | -- |
| 2017-07-04 | 14:00 | Martynika         | 1:3   | Surinam   | 21:25 | 25:17 | 23:25 | 19:25 |       | 0      | 1  |
| 2017-07-04 | 21:00 | Trynidad i Tobago | 3:2   | Curaçao   | 23:25 | 22:25 | 25:23 | 25:23 | 15:12 | 0      | 4  |
| 2017-07-05 | 14:00 | Curaçao           | 0:3   | Martynika | 14:25 | 23:25 | 23:25 |       |       | 0      | 5  |
| 2017-07-05 | 21:00 | Trynidad i Tobago | 3:2   | Surinam   | 22:25 | 25:22 | 28:30 | 25:21 | 15:9  | 0      | 8  |
| 2017-07-06 | 14:00 | Surinam           | 3:1   | Curaçao   | 25:20 | 24:26 | 25:19 | 25:23 |       | 0      | 9  |
| 2017-07-06 | 21:00 | Trynidad i Tobago | 3:2   | Martynika | 25:22 | 20:25 | 19:25 | 25:21 | 15:8  | 0      | 12 |

###### Grupa E
| Lp. | Drużyna  | Mecze | Mecze | Mecze | Pkt | Małe punkty | Małe punkty | Małe punkty | Sety | Sety | Sety  |
| Lp. | Drużyna  | M     | W     | P     | Pkt | zdob.       | str.        | ratio       | wyg. | prz. | ratio |
| --- | -------- | ----- | ----- | ----- | --- | ----------- | ----------- | ----------- | ---- | ---- | ----- |
| 1   | Barbados | 3     | 3     | 0     | 9   | 308         | 307         | 1.003       | 9    | 6    | 1.500 |
| 2   | Jamajka  | 3     | 2     | 1     | 11  | 274         | 247         | 1.109       | 8    | 4    | 2.000 |
| 3   | Haiti    | 3     | 1     | 2     | 7   | 287         | 286         | 1.003       | 6    | 7    | 0.857 |
| 4   | Bahamy   | 3     | 0     | 3     | 3   | 239         | 268         | 0.892       | 3    | 9    | 0.333 |

Źródło: NORCECA
Punktacja: 3:0 – 5 pkt, 3:1 – 4 pkt, 3:2 – 3 pkt, 2:3 – 2 pkt, 1:3 – 1 pkt, 0:3 – 0 pkt
Zasady ustalania kolejności: 1. liczba zwycięstw, 2. liczba punktów, 3. stosunek małych punktów, 4. stosunek setów, 5. bilans w bezpośrednich meczach
| Data       | Godz. | Drużyna 1 | Wynik | Drużyna 2 | 1     | 2     | 3     | 4     | 5     | Widzów | *  |
| ---------- | ----- | --------- | ----- | --------- | ----- | ----- | ----- | ----- | ----- | ------ | -- |
| 2017-07-04 | 16:00 | Jamajka   | 3:1   | Haiti     | 25:22 | 25:20 | 19:25 | 25:22 |       | 0      | 2  |
| 2017-07-04 | 19:00 | Barbados  | 3:2   | Bahamy    | 22:25 | 25:19 | 12:25 | 25:18 | 15:11 | 0      | 3  |
| 2017-07-05 | 16:00 | Bahamy    | 0:3   | Jamajka   | 18:25 | 19:25 | 18:25 |       |       | 0      | 6  |
| 2017-07-05 | 19:00 | Barbados  | 3:2   | Haiti     | 22:25 | 19:25 | 25:23 | 25:18 | 15:13 | 0      | 7  |
| 2017-07-06 | 16:00 | Bahamy    | 1:3   | Haiti     | 26:28 | 16:25 | 25:16 | 19:25 |       | 0      | 10 |
| 2017-07-06 | 19:00 | Barbados  | 3:2   | Jamajka   | 25:19 | 17:25 | 25:22 | 20:25 | 16:14 | 0      | 11 |

###### Mecz o 7. miejsce
| Data       | Godz. | Drużyna 1 | Wynik | Drużyna 2 | 1     | 2     | 3     | 4     | 5     | Widzów | *  |
| ---------- | ----- | --------- | ----- | --------- | ----- | ----- | ----- | ----- | ----- | ------ | -- |
| 2017-07-07 | 14:00 | Bahamy    | 2:3   | Curaçao   | 29:27 | 16:25 | 25:20 | 22:25 | 14:16 | 100    | 13 |

###### Ćwierćfinały
| Data       | Godz. | Drużyna 1 | Wynik | Drużyna 2 | 1     | 2     | 3     | 4     | 5 | Widzów | *  |
| ---------- | ----- | --------- | ----- | --------- | ----- | ----- | ----- | ----- | - | ------ | -- |
| 2017-07-07 | 17:00 | Jamajka   | 0:3   | Martynika | 15:25 | 23:25 | 17:25 |       |   | 100    | 14 |
| 2017-07-07 | 19:00 | Surinam   | 1:3   | Haiti     | 25:20 | 20:25 | 21:25 | 31:33 |   | 120    | 15 |

###### Mecz o 5. miejsce
| Data       | Godz. | Drużyna 1 | Wynik | Drużyna 2 | 1     | 2     | 3     | 4     | 5     | Widzów | *  |
| ---------- | ----- | --------- | ----- | --------- | ----- | ----- | ----- | ----- | ----- | ------ | -- |
| 2017-07-08 | 14:00 | Jamajka   | 3:2   | Surinam   | 26:24 | 24:26 | 25:22 | 23:25 | 19:17 | 100    | 16 |

###### Półfinały
| Data       | Godz. | Drużyna 1         | Wynik | Drużyna 2 | 1     | 2     | 3     | 4     | 5 | Widzów | *  |
| ---------- | ----- | ----------------- | ----- | --------- | ----- | ----- | ----- | ----- | - | ------ | -- |
| 2017-07-08 | 17:00 | Barbados          | 1:3   | Martynika | 26:28 | 20:25 | 25:14 | 23:25 |   | 100    | 17 |
| 2017-07-08 | 19:00 | Trynidad i Tobago | 3:1   | Haiti     | 22:25 | 25:20 | 25:21 | 25:22 |   | 300    | 18 |

###### Mecz o 3. miejsce
| Data       | Godz. | Drużyna 1 | Wynik | Drużyna 2 | 1     | 2     | 3     | 4 | 5 | Widzów | *  |
| ---------- | ----- | --------- | ----- | --------- | ----- | ----- | ----- | - | - | ------ | -- |
| 2017-07-09 | 14:00 | Barbados  | 3:0   | Haiti     | 25:19 | 25:13 | 27:25 |   |   | 150    | 19 |

###### Finał
| Data       | Godz. | Drużyna 1         | Wynik | Drużyna 2 | 1     | 2     | 3     | 4     | 5 | Widzów | *  |
| ---------- | ----- | ----------------- | ----- | --------- | ----- | ----- | ----- | ----- | - | ------ | -- |
| 2017-07-09 | 16:00 | Trynidad i Tobago | 3:1   | Martynika | 23:25 | 25:17 | 25:16 | 25:23 |   | 400    | 20 |

###### Klasyfikacja końcowa
Awans do Mistrzostw NORCECA 2017
| Miejsce | Reprezentacja     |
| ------- | ----------------- |
| 1.      | Trynidad i Tobago |
| 2.      | Martynika         |
| 3.      | Barbados          |
| 4.      | Haiti             |
| 5.      | Jamajka           |
| 6.      | Surinam           |
| 7.      | Curaçao           |
| 8.      | Bahamy            |

### ECVA
W rundzie tej do sześciu drużyn awansujących z pierwszej rundy dołączyły dwa najwyżej sklasyfikowane w rankingu NORCECA zespoły ECVA: Saint Lucia oraz Dominika. Wszystkie drużyny zostały rozdzielone na dwie czterozespołowe grupy metodą serpentyny (biorąc pod uwagę wyniki z pierwszej rundy) wg schematu:
| Grupa D                                               | Grupa E                                                            |
| ----------------------------------------------------- | ------------------------------------------------------------------ |
| Saint Lucia (12)*                                     | Dominika (15)*                                                     |
| Saint-Martin (2. najlepszy wynik w pierwszej rundzie) | Antigua i Barbuda (najlepszy wynik w pierwszej rundzie)            |
| Sint Maarten (3. najlepszy wynik w pierwszej rundzie) | Saint Vincent i Grenadyny (4. najlepszy wynik w pierwszej rundzie) |
| Anguilla (6.najlepszy wynik w pierwszej rundzie)      | Saint Kitts i Nevis (5.najlepszy wynik w pierwszej rundzie)        |

*- miejsce w Rankingu NORCECA
Gospodarzem turniejów grupowych została wybrana Saint Lucia. Rozgrywki będą prowadzone systemem kołowym, „każdy z każdym” bez meczów rewanżowych. Zwycięzcy każdej grupy awansują do Mistrzostw NORCECA 2017.

#### Wyniki

##### Grupa D
Beausejour Indoor facility, Gros Islet, Saint Lucia
     Kwalifikacja do meczu finałowego
     Kwalifikacja do meczu o 3. miejsce
     Awans do Mistrzostw NORCECA 2017

###### Faza grupowa
| Lp. | Drużyna      | Mecze | Mecze | Mecze | Pkt | Małe punkty | Małe punkty | Małe punkty | Sety | Sety | Sety  |
| Lp. | Drużyna      | M     | W     | P     | Pkt | zdob.       | str.        | ratio       | wyg. | prz. | ratio |
| --- | ------------ | ----- | ----- | ----- | --- | ----------- | ----------- | ----------- | ---- | ---- | ----- |
| 1   | Saint Lucia  | 3     | 3     | 0     | 14  | 247         | 202         | 1.223       | 9    | 1    | 9.000 |
| 2   | Sint Maarten | 3     | 2     | 1     | 9   | 240         | 222         | 1.081       | 6    | 4    | 1.500 |
| 3   | Anguilla     | 3     | 1     | 2     | 6   | 213         | 236         | 0.903       | 4    | 6    | 0.667 |
| 4   | Saint-Martin | 3     | 0     | 3     | 1   | 214         | 254         | 0.843       | 1    | 9    | 0.111 |

Źródło: NORCECA
Punktacja: 3:0 – 5 pkt, 3:1 – 4 pkt, 3:2 – 3 pkt, 2:3 – 2 pkt, 1:3 – 1 pkt, 0:3 – 0 pkt
Zasady ustalania kolejności: 1. liczba zwycięstw, 2. liczba punktów, 3. stosunek małych punktów, 4. stosunek setów, 5. bilans w bezpośrednich meczach
| Data       | Godz. | Drużyna 1    | Wynik | Drużyna 2    | 1     | 2     | 3     | 4     | 5 | Widzów | * |
| ---------- | ----- | ------------ | ----- | ------------ | ----- | ----- | ----- | ----- | - | ------ | - |
| 2017-08-12 | 9:00  | Saint Lucia  | 3:0   | Saint-Martin | 25:18 | 25:20 | 25:21 |       |   | 75     | 1 |
| 2017-08-12 | 11:00 | Sint Maarten | 3:0   | Anguilla     | 25:17 | 25:18 | 25:22 |       |   | 50     | 2 |
| 2017-08-12 | 19:00 | Sint Maarten | 3:1   | Saint-Martin | 25:18 | 25:19 | 23:25 | 30:28 |   | 100    | 3 |
| 2017-08-12 | 21:00 | Saint Lucia  | 3:1   | Anguilla     | 21:25 | 25:18 | 25:18 | 25:20 |   | 150    | 4 |
| 2017-08-13 | 9:00  | Saint-Martin | 0:3   | Anguilla     | 18:25 | 23:25 | 24:26 |       |   | 50     | 5 |
| 2017-08-13 | 11:00 | Saint Lucia  | 3:0   | Sint Maarten | 25:19 | 26:24 | 25:19 |       |   | 50     | 6 |

###### Mecz o 3. miejsce
| Data       | Godz. | Drużyna 1 | Wynik | Drużyna 2    | 1     | 2     | 3     | 4     | 5     | Widzów | * |
| ---------- | ----- | --------- | ----- | ------------ | ----- | ----- | ----- | ----- | ----- | ------ | - |
| 2017-08-13 | 19:00 | Anguilla  | 2:3   | Saint-Martin | 18:25 | 25:21 | 25:22 | 14:25 | 12:15 | 150    | 7 |

###### Mecz o 1. miejsce
| Data       | Godz. | Drużyna 1   | Wynik | Drużyna 2    | 1     | 2     | 3     | 4 | 5 | Widzów | * |
| ---------- | ----- | ----------- | ----- | ------------ | ----- | ----- | ----- | - | - | ------ | - |
| 2017-08-13 | 21:00 | Saint Lucia | 3:0   | Sint Maarten | 25:18 | 25:19 | 25:16 |   |   | 200    | 8 |

###### Klasyfikacja końcowa
| Miejsce | Reprezentacja |
| ------- | ------------- |
| 1.      | Saint Lucia   |
| 2.      | Sint Maarten  |
| 3.      | Saint-Martin  |
| 4.      | Anguilla      |

##### Grupa E
Beausejour Indoor facility, Gros Islet, Saint Lucia
     Kwalifikacja do meczu finałowego
     Kwalifikacja do meczu o 3. miejsce
     Awans do Mistrzostw NORCECA 2017

###### Faza grupowa
| Lp. | Drużyna                   | Mecze | Mecze | Mecze | Pkt | Małe punkty | Małe punkty | Małe punkty | Sety | Sety | Sety  |
| Lp. | Drużyna                   | M     | W     | P     | Pkt | zdob.       | str.        | ratio       | wyg. | prz. | ratio |
| --- | ------------------------- | ----- | ----- | ----- | --- | ----------- | ----------- | ----------- | ---- | ---- | ----- |
| 1   | Saint Vincent i Grenadyny | 3     | 2     | 1     | 10  | 299         | 280         | 1.068       | 8    | 5    | 1.600 |
| 2   | Dominika                  | 3     | 2     | 1     | 8   | 282         | 292         | 0.966       | 7    | 6    | 1.167 |
| 3   | Antigua i Barbuda         | 3     | 2     | 1     | 8   | 290         | 302         | 0.960       | 7    | 6    | 1.167 |
| 4   | Saint Kitts i Nevis       | 3     | 0     | 3     | 4   | 302         | 299         | 1.010       | 4    | 9    | 0.444 |

Źródło: NORCECA
Punktacja: 3:0 – 5 pkt, 3:1 – 4 pkt, 3:2 – 3 pkt, 2:3 – 2 pkt, 1:3 – 1 pkt, 0:3 – 0 pkt
Zasady ustalania kolejności: 1. liczba zwycięstw, 2. liczba punktów, 3. stosunek małych punktów, 4. stosunek setów, 5. bilans w bezpośrednich meczach
| Data       | Godz. | Drużyna 1                 | Wynik | Drużyna 2                 | 1     | 2     | 3     | 4     | 5     | Widzów | * |
| ---------- | ----- | ------------------------- | ----- | ------------------------- | ----- | ----- | ----- | ----- | ----- | ------ | - |
| 2017-08-09 | 9:00  | Dominika                  | 3:1   | Antigua i Barbuda         | 26:28 | 25:19 | 25:20 | 25:20 |       | 50     | 1 |
| 2017-08-09 | 11:00 | Saint Vincent i Grenadyny | 3:1   | Saint Kitts i Nevis       | 25:23 | 26:24 | 14:25 | 30:28 |       | 50     | 2 |
| 2017-08-09 | 19:00 | Dominika                  | 1:3   | Saint Vincent i Grenadyny | 18:25 | 27:25 | 14:25 | 18:25 |       | 100    | 3 |
| 2017-08-09 | 21:00 | Saint Kitts i Nevis       | 1:3   | Antigua i Barbuda         | 28:30 | 20:25 | 25:19 | 24:26 |       | 75     | 4 |
| 2017-08-10 | 19:00 | Saint Kitts i Nevis       | 2:3   | Dominika                  | 25:21 | 25:18 | 20:25 | 23:25 | 12:15 | 0      | 5 |
| 2017-08-10 | 21:00 | Antigua i Barbuda         | 3:2   | Saint Vincent i Grenadyny | 19:25 | 19:25 | 25:22 | 25:20 | 15:12 | 0      | 6 |

###### Mecz o 3. miejsce
| Data       | Godz. | Drużyna 1         | Wynik | Drużyna 2           | 1     | 2     | 3     | 4     | 5    | Widzów | * |
| ---------- | ----- | ----------------- | ----- | ------------------- | ----- | ----- | ----- | ----- | ---- | ------ | - |
| 2017-08-10 | 19:00 | Antigua i Barbuda | 3:2   | Saint Kitts i Nevis | 24:26 | 25:27 | 25:20 | 25:19 | 15:9 | 100    | 7 |

###### Mecz o 1. miejsce
| Data       | Godz. | Drużyna 1                 | Wynik | Drużyna 2 | 1     | 2     | 3     | 4     | 5 | Widzów | * |
| ---------- | ----- | ------------------------- | ----- | --------- | ----- | ----- | ----- | ----- | - | ------ | - |
| 2017-08-10 | 21:00 | Saint Vincent i Grenadyny | 3:1   | Dominika  | 22:25 | 25:19 | 25:18 | 25:21 |   | 0      | 8 |

###### Klasyfikacja końcowa
| Miejsce | Reprezentacja             |
| ------- | ------------------------- |
| 1.      | Saint Vincent i Grenadyny |
| 2.      | Dominika                  |
| 3.      | Antigua i Barbuda         |
| 4.      | Saint Kitts i Nevis       |

## Mistrzostwa NORCECA 2017
W Mistrzostwach NORCECA 2017 wzięło udział 10 reprezentacji: 4 automatycznie zakwalifikowanych jako najlepsze wg rankingu NORCECA (Stany Zjednoczone, Kanada, Meksyk i Kostaryka; Kuba oraz Portoryko zmuszone zostały wycofać się z turnieju) oraz 6 wyłonionych na drodze eliminacji w poprzednich dwóch rundach.
Na Mistrzostwa Świata 2018 awansowały 3 najlepsze zespoły w końcowej klasyfikacji, natomiast drużyny z miejsc 4. i 5. wezmą udział w turnieju kwalifikacyjnym razem z Kubą i Portorykiem.

### Klasyfikacja końcowa
kwalifikacja do Mistrzostw Świata 2018
     awans do turnieju kwalifikacyjnego
| Miejsce | Reprezentacja             |
| ------- | ------------------------- |
| złoto   | Stany Zjednoczone         |
| srebro  | Dominikana                |
| brąz    | Kanada                    |
| 4.      | Meksyk                    |
| 5.      | Gwatemala                 |
| 6.      | Trynidad i Tobago         |
| 7.      | Martynika                 |
| 8.      | Kostaryka                 |
| 9.      | Saint Vincent i Grenadyny |
| 10.     | Saint Lucia               |

## Czwarta runda kwalifikacyjna - turniej kwalifikacyjny
Reprezentacje Kuby i Portoryka w związku ze zniszczeniami po przejściu huraganów Irma i Maria musiały wycofać się z mistrzostw kontynentalnych, które w założeniu miały być ostatnim turniejem kwalifikacyjnym do Mistrzostw Świata 2018. Władze NORCECA postanowiły zorganizować jeszcze jeden turniej dla Kuby, Portoryka oraz drużyn z 4. i 5. miejsca w mistrzostwach kontynentalnych.
Gospodarzem turnieju została wybrana Kuba. Rozgrywki odbywały się w systemie kołowym, „każdy z każdym” bez meczów rewanżowych. Dwie najlepsze drużyny uzyskały kwalifikację na Mistrzostwa Świata 2018.

### Wyniki
Sala 19 de Noviembre, Pinar del Río, Kuba
     kwalifikacja do Mistrzostw Świata 2018
| Lp. | Drużyna   | Mecze | Mecze | Mecze | Pkt | Małe punkty | Małe punkty | Małe punkty | Sety | Sety | Sety  |
| Lp. | Drużyna   | M     | W     | P     | Pkt | zdob.       | str.        | ratio       | wyg. | prz. | ratio |
| --- | --------- | ----- | ----- | ----- | --- | ----------- | ----------- | ----------- | ---- | ---- | ----- |
| 1   | Portoryko | 3     | 2     | 1     | 10  | 221         | 191         | 1.157       | 6    | 3    | 2.000 |
| 2   | Kuba      | 3     | 2     | 1     | 10  | 218         | 194         | 1.124       | 6    | 3    | 2.000 |
| 3   | Meksyk    | 3     | 2     | 1     | 10  | 204         | 194         | 1.052       | 6    | 3    | 2.000 |
| 4   | Gwatemala | 3     | 0     | 3     | 0   | 161         | 225         | 0.716       | 0    | 9    | 0.000 |

Źródło: NORCECA
Punktacja: 3:0 – 5 pkt, 3:1 – 4 pkt, 3:2 – 3 pkt, 2:3 – 2 pkt, 1:3 – 1 pkt, 0:3 – 0 pkt
Zasady ustalania kolejności: 1. liczba zwycięstw, 2. liczba punktów, 3. stosunek małych punktów, 4. stosunek setów, 5. bilans w bezpośrednich meczach
| Data       | Godz. | Drużyna 1 | Wynik | Drużyna 2 | 1     | 2     | 3     | 4 | 5 | Widzów | * |
| ---------- | ----- | --------- | ----- | --------- | ----- | ----- | ----- | - | - | ------ | - |
| 2017-11-10 | 17:00 | Portoryko | 3:0   | Meksyk    | 25:12 | 25:21 | 25:21 |   |   | 500    | 1 |
| 2017-11-10 | 19:00 | Kuba      | 3:0   | Gwatemala | 25:15 | 25:15 | 25:18 |   |   | 500    | 2 |
| 2017-11-11 | 17:00 | Portoryko | 3:0   | Gwatemala | 25:19 | 25:20 | 25:18 |   |   | 500    | 3 |
| 2017-11-11 | 19:00 | Kuba      | 0:3   | Meksyk    | 17:25 | 23:25 | 23:25 |   |   | 400    | 4 |
| 2017-11-12 | 17:00 | Meksyk    | 3:0   | Gwatemala | 25:14 | 25:20 | 25:22 |   |   | 300    | 5 |
| 2017-11-12 | 19:00 | Kuba      | 3:0   | Portoryko | 25:21 | 25:22 | 30:28 |   |   | 1000   | 6 |